# Startfreigabe
Die Startfreigabe bzw. Starterlaubnis (engl. cleared for take-off) ist in der Luftfahrt die von der zuständigen Flugsicherungsstelle erteilte Genehmigung, einen Start mit einem Luftfahrzeug durchzuführen. Gegenstück ist die Landefreigabe.

## Erfordernis
An kontrollierten Flugplätzen ist für den Start eine Startfreigabe erforderlich, denn hier bedürfen generell alle Bewegungen, die mit dem Rollen, Starten oder Landen in Zusammenhang stehen, einer Freigabe (§ 25 LuftVO) durch die zuständige Flugverkehrskontrollstelle.
An unkontrollierten Flugplätzen dagegen startet der Luftfahrzeugführer nach eigenem Ermessen, eine Startfreigabe ist hier nicht erforderlich (und auch nicht verfügbar).

## Form
Die Startfreigabe wird in der Form (engl.)
„[Callsign] wind [direction] degrees [speed] knots, runway [designator] cleared for take-off.“
(z. B. „Delta-Echo-Tango-India-Victor wind two-four-zero degrees niner knots runway two-four cleared for take-off.“)
bzw. (dtsch.)
„[Rufzeichen] Wind [Richtung] Grad [Geschwindigkeit] Knoten Piste [Bezeichnung] Start frei.“
(z. B. „Delta-Echo-Tango-India-Victor Wind zwo-vier-null Grad neun Knoten Piste zwo-vier Start frei“)
erteilt.

## Geschichtliche Entwicklung der Startfreigabe
Der früher gebrauchte Ausdruck ready for take-off darf im Flugfunk nicht mehr verwendet werden, um Verwechslungen mit der eigentlichen Startfreigabe (cleared for take-off) zu vermeiden. Der Pilot meldet sich heute mit den Worten ready for departure abflugbereit.
Bei einem der schwersten Flugunfälle der zivilen Luftfahrtgeschichte, der Flugzeugkatastrophe von Teneriffa, startete eines der involvierten Flugzeuge trotz fehlender Startfreigabe. Im Nebel kam es zur Kollision mit einem auf derselben Bahn entgegenkommenden Flugzeug, bei der 583 Menschen starben. Als Konsequenz aus diesem Unfall wurden die Sprechgruppen ready for departure und cleared for take-off international festgelegt. Damit wird der Begriff take-off einzig und allein für die Startfreigabe reserviert, um Verwechslungen im gelegentlich verrauschten Funkverkehr vorzubeugen. In allen anderen Sprechgruppen und im freien Funkverkehr wird nur noch von „departure“ gesprochen (ready for departure; say departure time; departure runway).